# Morningrise
Morningrise er det svenske dødsmetalband Opeths andet studiealbum. Musikken på albummet fungerer som eksempel på Opeths kendetegnende stil, som udforsker dynamikken i kombinationen af elementer fra dødsmetal og akustiske passager inspireret af progressiv rock.

## Sange
Sangen "The Night and the Silent Water" omhandler forsanger og guitarist Mikael Åkerfeldts bedstefar, som døde kort tid før indspilningen af albummet. Af denne grund havde bandet aldrig optrådt live med sangen før næsten ti år efter til koncerten "Chronology MCMXCIV-MMV" i New York, 23. februar 2006. Åkerfeldt udtalte, at han da havde skiftet mening, og han udtalte, at han mente, at sangen var et "mesterværk". "To bid You Farewell", albummets sidst og mindst metalinspirerede sang, gjorde sig på tidspunktet bemærket ved ikke at indeholde dødsmetalgrowl, hvilket ellers var standarden på den samtidige skandinaviske dødsmetalscene. Albummet indeholder desuden Opeths hidtil længste sang, "Black Rose Immortal", som varer over 20 minutter. Albummet er indtil dato også det eneste Opethalbum, hvor alle sange (med undtagelse af bonusnummeret) er længere end 10 minutter.
I interview til Lamentations-dvd'en har Mikael Åkerfeldt udtalt, at han efter dette albums relative succes blev træt af dets stil og antallet af 'copycat'-grupper, som også brugte de kontrapunktmelodier, som fylder dette album og dets forgænger. Han går så vidt, at han kalder visse stykker på Morningrise umulig at lytte til og udtaler, at han følte sig tvunget til at ændre Opeths lyd til opfølgeren My Arms, Your Hearse tilsvarende.

## Genudgivelser
Albummet blev udgivet i Europa af Candlelight Records i 1996 og i USA af Century Black, Century Media Records' sortmetalafdeling, et år senere. Det blev genudgivet i både cd-udgave af Candlelight Records og lp-udgave af Displeased Records i år 2000 med et bonusnummer på begge udgaver. Bonusnummeret er en demo, der blev optaget på omtrent samme tidspunkt som albummet; nummerets mellemstykke endte i stedet som slutning på albummets indledende sang, "Advent". Bonusnummeret blev ligeledes udgivet på endnu en udgivelse, som udkom i begrænset oplag i 2003.

## Spor
Al tekst er af Mikael Åkerfeldt og al musik af Åkerfeldt og Peter Lindgren.
1. "Advent" – 13:45
2. "The Night and the Silent Water" – 11:00
3. "Nectar" – 10:09
4. "Black Rose Immortal" – 20:14
5. "To Bid You Farewell" – 10:57

Bonusnummer
1. "Eternal Soul Torture" – 8:35

## Musikere
- Mikael Åkerfeldt – sanger, el-guitar, akustisk guitar
- Peter Lindgren – el-guitar, akustisk guitar
- Johan DeFarfalla – el-bas
- Anders Nordin – trommer